# Ruen (Oblast Burgas)
Ruen (bulgarisch Руен) ist ein Dorf und Verwaltungszentrum einer gleichnamigen Gemeinde in Ostbulgarien in der Oblast Burgas. Ruen liegt in der Oberthrakischen Tiefebene, rund 30 km nördlich von Burgas entfernt.